# Museo paleontologico territoriale dell'Astigiano
Il Museo paleontologico territoriale dell'Astigiano detto anche Museo dei Fossili, si trova nel Palazzo del Michelerio di Asti, è una delle più importanti realtà gestite dall’Ente di Gestione del Parco Paleontologico Astigiano, ente predisposto dalla Regione Piemonte. 

## La collezione
Il museo possiede una collezione paleontologica composta da oltre 18.000 fossili, tra quelli esposti e quelli conservati, principalmente di provenienza astigiana. Il valore paleontologico è difatti l’elemento di spicco che connota e distingue il territorio astigiano, testimoniato dai ricchissimi affioramenti fossiliferi e dai diffusi ritrovamenti di resti di vertebrati che sin dal XVII secolo hanno attirato l’attenzione di studiosi da tutta Europa.
Per questi motivi la provincia dell’Astigiano costituisce un’area geopaleontologica tra le più importanti d’Europa: le colline costituite da sedimenti deposti dal Bacino Terziario Piemontese, in particolare le Sabbie di Asti e le Argille Azzurre (anche dette Argille di Lugagnano), permettono ai ricercatori di ricostruire quasi per intero la storia del bacino durante l’epoca pliocenica (tra i 5,5 e i 2 milioni di anni fa).
Nella galleria sotterranea del Palazzo del Michelerio è allestita la sala principale a tema paleontologico: una piccola ma preziosa mostra composta in prevalenza da reperti fossili locali (periodo Terziario).
La sala è dedicata alla storia geologica del territorio del Monferrato, ripercorrendo gli eventi principali che hanno infine portato al suo emergere dalle acque del Golfo Padano.
Protagonisti della mostra sono gli antichi cetacei fossili: resti di balene (misticeti) e di delfini (odontoceti) risalenti al Pliocene (3,5 m.a), quando la Pianura Padana era ancora occupata dal Mare.
Tra questi si annoverano anche esemplari unici, come gli Olotipi di Septidelphis morii e Marzanoptera tersillae.

## Storia delle collezioni dell'800
La collezione storica di cetacei piemontesi nasce nella seconda metà del ‘700, periodo in cui la comunità scientifica comincia ad interessarsi agli studi naturalistici, con la fondazione del Museo di Storia Naturale presso l’Università di Torino e del Gabinetto di Storia Naturale presso l’Accademia delle Scienze, poi unificate nel 1805 per editto napoleonico.
Nel corso dell’800 i fossili della collezione cominciano ad essere catalogati in modo sistematico. Nel 1874 i reperti vengono spostati a Palazzo Carignano, mentre il vero e proprio Museo di Geologia e Paleontologia nasce nel 1878, assieme all'omonima cattedra assegnata al Prof. Bartolomeo Gastaldi, cui si devono tra l’altro diverse campagne di ricerca e scavo.
L’importanza e la varietà della collezione sono riconosciute grazie all'opera "Catalogo descrittivo dei Talassoteri rinvenuti nei terreni terziari del Piemonte e della Liguria" redatto nel 1885 dal Prof. Alessandro Portis. Sono menzionati nel catalogo diversi olotipi.
La collezione storica comprende circa 150 esemplari. Tra i più significativi ricordiamo tre scheletri di balenotteridi, lunghi diversi metri e due scheletri di delfinidi quasi completi. Altri resti sono costituiti da sezioni scheletriche parziali ma non meno rilevanti, come una colonna vertebrale di capodoglio lunga circa 7 metri, che saranno in futuro esposti al pubblico, ampliando la ricchezza e il valore delle collezioni del Museo Paleontologico Territoriale dell’Astigiano.
L’offerta del Museo è in continua evoluzione, con l’allestimento di numerose mostre temporanee tra le quali citiamo “Fossili viventi: le creature che il tempo ha dimenticato”, mostra in cui vengono delineate e descritte le storie evolutive e molte altre curiosità relative a particolari organismi attuali che conservano caratteristiche primordiali, da cui il nome "Fossili viventi".
Nella “Ex Chiesa del Gesù”, inserita nell'elenco dei Luoghi del Cuore del Fai e uno dei più suggestivi locali del Museo ancora adornato dall'affresco raffigurante la “Gloria del Paradiso” di Giancarlo Aliberti (1670-1727), è in corso di allestimento un’intera mostra sui Cetacei fossili, un futuro “Santuario dei cetacei fossili” che a partire da Settembre 2021 riunirà i più importanti reperti dell’area mediterranea, tra cui esemplari per la prima volta esposti al pubblico.

## Le attività del museo
Il Museo Paleontologico opera a livello locale e regionale in quanto attualmente l’unica struttura piemontese che interviene direttamente, in modo specifico e tecnico nella salvaguardia dei beni paleontologici in situazioni d’emergenza, in accordo con la Soprintendenza "Archeologia, Belle Arti e Paesaggio" delle province di Alessandria, Asti e Cuneo.
Il Museo, oltre alle proprie specifiche funzioni, costituisce il polo centrale di riferimento sul territorio per la valorizzazione e gestione del patrimonio geopaleontologico, organizzando mostre, eventi e attività.
Numerose iniziative sono tenute in collaborazione con gli enti scolastici così da avvicinare gli studenti allo studio del passato e dell’evoluzione del territorio.
Il Museo si occupa inoltre dell’organizzazione delle visite presso la Riserva Naturale Speciale della Valle Botto, Valle Andona e Val Grande, con focus sui Geositi presso i quali è possibile osservare in affioramento i fossili pliocenici.
Il museo è provvisto di bookshop, fornito sia di pubblicazioni scientifiche sulla storia geo-paleontologica del territorio astigiano sia di storie per l'infanzia a tema ambientale. Il visitatore potrà inoltre apprezzare un'ampia collezione di minerali e piccoli reperti fossili (come i denti di squalo Otodus obliquus) in vendita come souvenir.